# Little Horkesley
 (avril 2023).
Pour les articles homonymes, voir Great Horkesley.
Little Horkesley est un village et une paroisse civile de l'Essex, en Angleterre.